# Orange County Sheriff's Department
Het Orange County Sheriff's Department (vaak afgekort tot Orange County Sheriff of OCSD) is een politiedienst in Orange County, Californië. Het werkgebied van het Sheriff's Department omvat delen van Orange County en dertien steden in de county die contracten hebben met de sheriff.
Daarnaast heeft het Sheriff's Department de taak om veiligheid te waarborgen en toezicht te houden in het openbaar vervoer van Orange County, John Wayne airport en doet aan reddingsoperatie en brandbestrijding in de havens van Orange County en op het water langs de 68 km lange kustlijn van Orange County.
Het werkgebied van het Orange County Sheriff's Department is opgedeeld in zes commandogebieden, onderverdeeld in 23 divisies.

## Geschiedenis
Het Orange County Sheriff's Department werd op 1 augustus 1889 opgericht nadat California State Legislature het zuidelijke deel van Los Angeles County had afgescheiden van de rest en Orange County had gevormd. De hele dienst bestond uit één sheriff, één hulpsheriff en een gehuurde kelder in een winkel, die als gevangenis diende. Het gebied omvatte 2.030 vierkante kilometer en 13.000 inwoners, verspreid over geïsoleerde townships en nederzettingen. De taken van de sheriff waren de orde handhaven, bandieten opsporen en landloperij beheersen.
In 1897 werd de Spurgeon Square-gevangenis geopend en in 1901 kreeg Orange County een gerechtshof. In 1911 werkten er acht hulpsheriffs en cipiers voor de sheriff, in 1930 waren het er achttien. In 1936 kreeg Orange County te maken met de Citrus Riots, een reeks stakingen en oproeren door arbeiders die ontevreden waren over het lage loon dat ze kregen. Hierdoor was de sheriff genoodzaakt om 400 hulpsheriffs in dienst te nemen om de oproeren te beteugelen. In de jaren 30 werd er een tweede gevangenis geopend en kregen de sheriff en hulpsheriffs de beschikking over een politieradio. Daarnaast kregen de hulpsheriffs een uniform en een penning.
In de Tweede Wereldoorlog kreeg het Sheriff's Department, net als vele andere instanties, te maken met onderbezetting. Dit kwam doordat een groot deel van de hulpsheriffs werd opgeroepen voor militaire dienst. De sheriff kreeg de verplichting om naast zijn eigen taken mee te helpen bij luchtaanvaloefeningen en assistentie te verlenen aan de militaire politie, die toezicht hield op zeven basissen in de county.
Na de Tweede Wereldoorlog bestond de bevolking van Orange County uit 216.000 inwoners, beschermd door 76 hulpsheriffs. In deze tijd werd het werkgebied opgedeeld in divisies en werden de eerste faciliteiten opgericht, waaronder een forensisch lab. Ook werden er voor het eerst peace officers in dienst genomen. Dit zijn burgers die ingezworen zijn en dezelfde rechten hebben als de politie, maar niet tot het Sheriff's Department toebehoren. In de jaren 60 werd het Emergency Action Group Law Enforcement-team (EAGLE) opgericht. Dit was een speciale groep hulpsheriffs die speciale training kreeg om rellen te bestrijden en speciale tactieken uit te voeren. De eenheid viel een paar jaar later uit elkaar en daaruit ontstonden nieuwe eenheden, zoals een SWAT-eenheid en de bereden politie. In 1971 kreeg het Sheriff's Department de beschikking over lijkschouwers. In 1974 waren er ongeveer 1,4 miljoen mensen woonachtig in Orange County en beschikte de Sheriff over 900 hulpsheriffs.
In de jaren erna groeide het Sheriff's Department enorm: in 1999 beschikte de sheriff over zo'n 3000 hulpsheriffs. Ook kwamen er steeds meer faciliteiten, zoals een DNA-lab, luchtvaartpolitie en een trainingscentrum. Er werden antiterrorisme-eenheden opgericht en alle dienstauto's kregen een computer aan boord.